# الغانم عتیق
الغانم عتیق منطقه‌ای مسکونی در قطر و در محدوده شهرداری دوحه می‌باشد.